# Dave Tamburrino
Dave Tamburrino (19 september 1972) is een Amerikaanse langebaanschaatser. Hij was samen met generatiegenoot KC Boutiette een van de beste Amerikaanse allroundschaatsers van de jaren '90.

## Resultaten
| Jaar | WK Allround              | WK Afstanden        | Olympische Spelen              | WK Junioren             |
| ---- | ------------------------ | ------------------- | ------------------------------ | ----------------------- |
| 1991 |                          |                     |                                | NC24 (31e, 20e, 20e, -) |
| 1992 |                          |                     |                                | 8e · (21e, , 13e, 9e)   |
|      |                          |                     |                                |                         |
| 1994 | NC25 (18e, 31e, 12e, -)  |                     | 23e 1500m                      |                         |
| 1995 | 5e (9e, 14e, 7e, 7e)     |                     |                                |                         |
| 1996 | 11e (17e, 8e, 11e, 9e)   | 11e 1500m 9e 5000m  |                                |                         |
| 1997 | 10e (16e, 12e, 12e, 10e) | 15e 1500m 13e 5000m |                                |                         |
| 1998 | 11e (9e, 16e, 18e, 11e)  | 14e 5000m           | 35e 1500m 16e 5000m 16e 10000m |                         |

(#, #, #, #) = op juniorentoernooi (500m, 3000m, 1500m, 5000m) of op allroundtoernooi (500m, 5000m, 1500m, 10000m).
NC25 = niet gekwalificeerd voor de laatste afstand, maar wel als 25e geklasseerd in de eindrangschikking